# Новојаворивск
Новојаворивск (укр. Новояворівськ) град је Украјини у Лавовској области. Према процени из 2022. у граду је живело 31.366 становника.

## Становништво
Према процени, у граду је 2012. живело 29.225 становника.
| 1979. | 1989.  | 2001.  | 2012.  |
| ----- | ------ | ------ | ------ |
| ...   | 24.320 | 26.483 | 29.225 |

## Партнерски градови
- Лежајск